# Amblyeleotris arcupinna
Amblyeleotris arcupinna is een straalvinnige vissensoort uit de familie van grondels (Gobiidae). De wetenschappelijke naam van de soort is voor het eerst geldig gepubliceerd in 1999 door Mohlmann & Munday.